# Switch (film 2011)
Switch è un film del 2011 diretto da Frédéric Schoendoerffer.

## Trama
Sophie, nata in Francia, vive ormai da anni in Canada. Dietro consiglio di un'amica decide di iscriversi ad un sito di scambio case per fare una breve vacanza. Benedicte, una ragazza parigina, accetta lo scambio e Sophie parte alla volta di Parigi. Dopo un primo bellissimo giorno in giro per la capitale francese, la ragazza si sveglia l'indomani confusa e frastornata. Mentre è sotto la doccia, la polizia  irrompe nella casa e trova in una camera da letto un uomo decapitato. La ragazza viene arrestata ed accusata di essere Benedicte.
Per quanto Sophie cerchi di dimostrare di non essere Benedicte, tutte le prove, dal suo vero passaporto, al sito internet e al volo per Parigi, non ci sono. Viene portata in ospedale per dei controlli dall'investigatore Damien che è incerto se credere o no alla ragazza. Qui Sophie resasi conto che non riesce a discolparsi decide di scappare rubando anche la pistola all'investigatore. La polizia e tutta la città si mette alla sua ricerca mentre la ragazza telefona a sua madre in Canada per chiedergli di andare a casa sua a vedere se c'è questa misteriosa Benedicte.
La madre viene uccisa dalla ragazza che poi brucia la casa. Nel frattempo la scientifica scopre che tra Sophie e il ragazzo trovato ucciso c'è un legame di parentela, sono fratellastri. Il ragazzo ucciso si scopre essere nato per inseminazione artificiale e la polizia interrogando la madre di Benedicte scopre che anche la ragazza è nata da inseminazione artificiale, sono tutte e tre fratellastri. L'investigatore inizia a credere alle parole della povera Sophie che nel frattempo continua a scappare dalla polizia. Ritornata all'appartamento Sophie viene attaccata e rapita da Benedicte che dal Canada è tornata a Parigi. Chiamando al cellulare l'investigatore Damien, Sophie si fa intercettare e la polizia arriva appena in tempo per fermare Benedicte prima che la uccida.